# Попов, Павел (учёный)
Павел Попов (по другим данным — Павел Миндоровски) (16 августа 1902, Крушовене, Плевенский округ, Болгария — 16 февраля 1988) — болгарский растениевод и селекционер.

## Биография
Родился 16 августа 1902 года в Крушовене. Высшее образование решил получить в Бельгии, куда он направился в 1923 году и поселился в Жанблу и в 1928 году он окончил учёбу. Стажировался в Германии и Нидерландах. С 1946 по 1952 год занимал должность декана агрономического факультета, а также заведовал кафедрой растениеводства Высшего сельскохозяйственного института имени В. Коларова в Пловдиве. В 1953 году был избран ректором данного института и проработал вплоть до 1962 года.
Скончался 16 февраля 1988 года.

## Научные работы
Основные научные работы посвящены селекции и систематике культурных растений.
- Его исследования способствовали увеличению производства пшеницы в Болгарии.

## Членство в обществах
- Вице-президенты Академии сельскохозяйственных наук НРБ (1966-71).
- Член Академии сельскохозяйственных наук НРБ (1961-88).
- Член Болгарской АН (1961-88).

## Награды, премии и заслуженные звания
- Орден «Кирилл и Мефодий» I степени.
- Орден «Народная свобода 1941—1944».
- 1951 — Димитровская премия НРБ.
- 1959 — Орден Народной Республики Болгария II степени.
- 1962 — Орден Георгия Димитрова.
- 1968 — Герой Социалистического Труда НРБ.
- 1968 — Орден Георгия Димитрова.
- 1972 — Орден Георгия Димитрова.
- 1974 — Народный деятель культуры Народной Республики Болгария.
- 1978 — Димитровская премия НРБ.
- 1982 — Орден Георгия Димитрова.